# Grande Prêmio da África do Sul de 1983
Resultados do Grande Prêmio da África do Sul de Fórmula 1 realizado em Kyalami em 15 de outubro de 1983. Décima quinta etapa do campeonato, foi vencido pelo italiano Riccardo Patrese, da Brabham-BMW. Em segundo lugar chegou Andrea de Cesaris, da Alfa Romeo, enquanto Nelson Piquet chegou em terceiro com a outra Brabham-BMW e garantiu o bicampeonato mundial de pilotos.

## Resumo

### As chances de cada um
Primeiro colocado do certame com 57 pontos, Alain Prost precisa vencer na África do Sul para conquistar o campeonato de 1983. Caso não consiga, o francês tem apenas que terminar adiante de Nelson Piquet ou mesmo atrás do brasileiro numa posição capaz de assegurar um empate na pontuação final, hipótese onde Prost será campeão graças ao maior número de vitórias (4 a 3). Nesse último caso o francês pode ser o terceiro com Piquet em segundo ou mesmo o quarto ou quinto colocado ao final da prova com o brasileiro em terceiro lugar. Para garantir o título com uma sexta posição, Alain Prost deverá torcer por um segundo lugar de René Arnoux e uma quarto lugar de Nelson Piquet. Em última análise, o francês da Renault pode assegurar o título mesmo sem pontuar, mas nesse caso Arnoux deve terminar no segundo posto e Piquet chegar no máximo em quinto lugar.
Vice-líder do campeonato com 55 pontos, Nelson Piquet também almeja a vitória e pode ser bicampeão caso suba ao pódio em outras posições: terminado em segundo, Alain Prost deverá ser o quarto colocado ao fim da porfia; se chegar em terceiro, o título de Piquet será sacramentado com um sexto lugar do francês. Caso seja o quarto colocado, o brasileiro precisará que Alain Prost não pontue e René Arnoux não passe do segundo lugar.
Dentre os candidatos ao título, a pior situação é a de René Arnoux, pois com seus 49 pontos necessita de uma vitória e uma combinação de resultados onde Nelson Piquet termine em quarto e Alain Prost em sexto lugar. Além das dificuldades matemáticas, o piloto correu o risco de não participar da corrida, pois sofreu uma luxação na quinta-feira quando os fiscais empurravam sua Ferrari (danificada por um curto circuito) e uma das rodas traseiras do carro passou sobre o pé direito do corredor francês, encaminhado para tratamento intensivo num hospital próximo ao circuito.

### Surge a Williams-Honda
Pioneira no desenvolvimento dos motores turbo, a Renault (78 pontos) inspirou a Ferrari (89 pontos) a segui-la e não por acaso são as únicas equipes em condição de lutar pelo mundial de construtores em 1983. A partir de então a concorrência trilhou o mesmo caminho quando Bernie Ecclestone assinou com a BMW tornando-a fornecedora de motores para a Brabham a partir de 1982. Advertida por Niki Lauda quanto a necessidade de contar com motores turbo, a McLaren convenceu a Techniques d'Avant Garde (TAG), empresa do bilionário saudita Mansour Ojjeh, a desenvolver um motor em parceria com a Porsche, multicampeã de sport-protótipos. Assim, o novo propulsor estreou no carro de Niki Lauda durante o Grande Prêmio dos Países Baixos de 1983 e desde o Grande Prêmio da Itália de 1983 o time de Woking disponibilizou-o também para John Watson.
Nesse contexto a Williams assinou com a Honda tornando-a sua nova fornecedora de motores a partir do Grande Prêmio da África do Sul, o último de 1983. Dona de sua própria equipe de Fórmula 1 entre 1964 e 1968, a montadora japonesa colheu duas vitórias antes de afastar-se da categoria por quinze anos até retornar no Grande Prêmio da Grã-Bretanha de 1983 em associação com a Spirit Racing.

### Patrick Tambay na pole
Sem pretensões quanto ao título, Patrick Tambay acelerou sua Ferrari o máximo possível e assegurou a pole position tendo a Brabham de Nelson Piquet ao seu lado com Riccardo Patrese em terceiro com o outro carro da equipe deixando a Ferrari de René Arnoux em quarto enquanto Alain Prost ficou em quinto pela Renault e Keke Rosberg em sexto, evidenciando a força do novo conjunto Williams-Honda. Dentre os ponteiros a situação de Alain Prost era a mais desagradável, pois além de largar atrás dos concorrentes ao título, não teria o auxílio imediato do seu companheiro de equipe, pois o norte-americano Eddie Cheever sairia numa discreta décima quarta posição.
Mesmo laureado com o título mundial de 1981, Nelson Piquet admitiu sentir-se tenso ante o clima de decisão enquanto Alain Prost pensava em utilizar as variáveis da matemática a seu favor enquanto René Arnoux mostrava-se resignado com suas chances rarefeitas de título. Para quem estranhou a postura "defensiva" de Piquet, uma explicação: a Brabham, embora viesse de duas vitórias consecutivas, temia uma quebra de motor. Segundo Herbie Blash, "Na noite anterior à corrida, todos os motores estavam destruídos, tinham um problema de construção e simplesmente explodiam. Então toda a equipe técnica da BMW varou a noite trabalhando". Para descontrair o ambiente, desviar a atenção de terceiros e, principalmente, desestabilizar a Renault, os mecânicos da Brabham recorreram a um artifício inusitado: ouvir rock and roll a todo volume no pit lane a fim de importunar os rivais.

### Domínio da Brabham
Nelson Piquet foi mais ágil na largada e tomou a ponta seguido por Riccardo Patrese numa dobradinha da Brabham que perdurou por 59 voltas. Com um carro mais leve por ter largado com menos gasolina, o brasileiro abria em torno de um segundo por volta e logo na nona passagem o brasileiro foi favorecido pela quebra do motor da Ferrari de René Arnoux, resultando em menos um postulante ao título. Com os carros de Bernie Ecclestone comandando a prova, as atenções de todos foram desviadas para a disputa do terceiro lugar, pelo qual duelaram Patrick Tambay, Andrea de Cesaris, Alain Prost e Niki Lauda, este último um feroz perseguidor de Riccardo Patrese. Tranquilo, Nelson Piquet fez seu pit stop na vigésima oitava volta numa operação que durou menos de dez segundos e regressou ao asfalto ainda na liderança e com dez segundos de vantagem sobre Alain Prost, ora o quarto colocado e que subiu para terceiro quando Lauda foi para os boxes.
Mesmo numa boa posição, Alain Prost sofreu um duro golpe ao parar nos boxes na trigésima quinta volta, pois ao parar seu carro os mecânicos notaram uma falha no turbo e assim o piloto nada pôde fazer senão abandonar a prova. Restava-lhe torcer por uma quebra de Nelson Piquet ou para que o brasileiro não passasse da quinta posição nas 42 voltas restantes. De imediato, o abandono de Prost sacramentou a Ferrari como campeã mundial de construtores de 1983.
Dependendo apenas de si para chegar ao título, Piquet manteve a liderança com Patrese em segundo protegendo-o do italiano De Cesaris que duelou com Tambay antes de ser ultrapassado por Lauda. Na volta 60 Nelson Piquet permitiu a ultrapassagem de Riccardo Patrese evidenciando o domínio que detinha sobre a prova em Kyalami e após ser acossado por Niki Lauda preferiu não duelar com o austríaco, que subiu para o segundo lugar. Reposicionado em terceiro, o brasileiro procurava não forçar sua máquina e expôs-se ao avanço de Andrea de Cesaris, cuja Alfa Romeo estava a dez segundos da Brabham de Piquet. Na volta 71 a McLaren deixa Lauda a pé devido a uma falha mecânica restabelecendo o dueto da Brabham, mas mesmo assim a cautela se impôs quando, racionalmente, Nelson Piquet permitiu, na volta 75, a ultrapassagem do italiano De Cesaris o qual subiu para o segundo posto, enquanto Piquet cruzou em terceiro lugar para tornar-se bicampeão mundial de Fórmula 1 e o primeiro campeão da história impulsionado por motores turbo ao marcar 59 pontos. Completaram a zona de pontuação: Derek Warwick em sua despedida da Toleman, Keke Rosberg marcando os primeiros pontos do conjunto Williams-Honda e Eddie Cheever em sexto na sua prova final pela Renault.
Com Riccardo Patrese em primeiro pela Brabham e Andrea de Cesaris em segundo pela Alfa Romeo, tivemos a primeira dobradinha entre pilotos italianos na Fórmula 1 desde a vitória de Alberto Ascari e o segundo lugar de Giuseppe Farina no Grande Prêmio da Suíça de 1953 quando estes corriam pela Ferrari. De volta ao presente, a etapa sul-africana marcou a derradeira vitória de Riccardo Patrese na categoria até o Grande Prêmio de San Marino de 1990 e foi a última prova disputada por Danny Sullivan, Jean-Pierre Jarier e Raul Boesel.

### Nelson Piquet bicampeão
Na última volta da prova a emoção tomou conta da Brabham, cujos integrantes amontoaram-se nas cercanias da pista para saudar Nelson Piquet. Em meio aos gritos de alegria pelo título, inúmeras pessoas cercaram o sexto bicampeão mundial da história ao final da porfia e ao chegar aos boxes o brasileiro explicou que largou com pouca gasolina no tanque tornando o seu carro mais leve afim de abrir boa vantagem. "A partir daí ficou fácil e mais ainda quando Arnoux e Prost deixaram a corrida. Bastou então diminuir o ritmo para evitar riscos". Sobre a parte final da prova, Piquet confirmou a impressão de quem acompanhou a prova pela TV: "Eu podia ter vencido, mas preferi garantir apenas os pontos necessários para ser campeão", disse ele.
Ao lado de sua mulher, Sylvia Tamsma, o brasileiro revelou que seus planos imediatos consistiam em ir para casa e descansar após uma conquista elogiada até por Alain Prost, que foi aos boxes da Brabham para saudar Nelson Piquet. Mesmo triste por não conquistar o título, o francês (que em 24 de outubro de 1983 anunciou seu retorno à McLaren) declarou: "Não deu, mas estou contente por Piquet, de quem sou amigo".

## Classificação

### Treinos oficiais
| Pos.    | N.º | Piloto             | Construtor          | Q1       | Q2       | Grid    |
| ------- | --- | ------------------ | ------------------- | -------- | -------- | ------- |
| 1       | 27  | Patrick Tambay     | Ferrari             | 1:06.554 | 1:07.029 | —       |
| 2       | 5   | Nelson Piquet      | Brabham-BMW         | 1:06.792 | 1:06.821 | + 0.238 |
| 3       | 6   | Riccardo Patrese   | Brabham-BMW         | 1:08.181 | 1:07.001 | + 0.447 |
| 4       | 28  | René Arnoux        | Ferrari             | 1:07.222 | 1:07.105 | + 0.551 |
| 5       | 15  | Alain Prost        | Renault             | 1:07.186 | 1:08.136 | + 0.632 |
| 6       | 1   | Keke Rosberg       | Williams-Honda      | 1:07.256 | 1:07.344 | + 0.702 |
| 7       | 12  | Nigel Mansell      | Lotus-Renault       | 1:09.443 | 1:07.643 | + 1.089 |
| 8       | 9   | Manfred Winkelhock | ATS-BMW             | 1:07.726 | 1:07.682 | + 1.128 |
| 9       | 22  | Andrea de Cesaris  | Alfa Romeo          | 1:08.970 | 1:07.759 | + 1.205 |
| 10      | 2   | Jacques Laffite    | Williams-Honda      | 1:07.931 | 1:08.652 | + 1.377 |
| 11      | 11  | Elio de Angelis    | Lotus-Renault       | 1:07.937 | 1:07.980 | + 1.383 |
| 12      | 8   | Niki Lauda         | McLaren-TAG/Porsche | 1:07.974 | 1:08.587 | + 1.420 |
| 13      | 35  | Derek Warwick      | Toleman-Hart        | 1:08.061 | 1:08.301 | + 1.507 |
| 14      | 16  | Eddie Cheever      | Renault             | 1:08.069 | 1:08.360 | + 1.515 |
| 15      | 7   | John Watson        | McLaren-TAG/Porsche | 1:08.328 | 1:10.635 | + 1.774 |
| 16      | 36  | Bruno Giacomelli   | Toleman-Hart        | 1:08.350 | 1:08.439 | + 1.796 |
| 17      | 23  | Mauro Baldi        | Alfa Romeo          | 1:09.364 | 1:08.628 | + 2.074 |
| 18      | 3   | Michele Alboreto   | Tyrrell-Ford        | 1:11.096 | 1:11.284 | + 4.542 |
| 19      | 4   | Danny Sullivan     | Tyrrell-Ford        | 1:11.750 | 1:11.382 | + 4.828 |
| 20      | 30  | Thierry Boutsen    | Arrows-Ford         | 1:11.988 | 1:11.658 | + 5.104 |
| 21      | 25  | Jean-Pierre Jarier | Ligier-Ford         | 1:12.017 | 1:12.538 | + 5.463 |
| 22      | 29  | Marc Surer         | Arrows-Ford         | 1:12.309 | 1:12.049 | + 5.495 |
| 23      | 26  | Raul Boesel        | Ligier-Ford         | 1:12.745 | 1:13.330 | + 6.191 |
| 24      | 17  | Kenny Acheson      | RAM-Ford            | 1:13.352 | s/ tempo | + 6.798 |
| 25      | 31  | Corrado Fabi       | Osella-Alfa Romeo   | 1:14.483 | 1:13.656 | + 7.102 |
| 26      | 32  | Piercarlo Ghinzani | Osella-Alfa Romeo   | 1:14.903 | 1:15.503 | + 8.349 |
| Fontes: |     |                    |                     |          |          |         |

### Corrida
| Pos.    | Nº | Piloto             | Construtor          | Voltas | Tempo/Dif.       | Grid | Pontos     |
| ------- | -- | ------------------ | ------------------- | ------ | ---------------- | ---- | ---------- |
| 1       | 6  | Riccardo Patrese   | Brabham-BMW         | 77     | 1:33:25.708      | 3    | 9          |
| 2       | 22 | Andrea de Cesaris  | Alfa Romeo          | 77     | + 9.319          | 9    | 6          |
| 3       | 5  | Nelson Piquet      | Brabham-BMW         | 77     | + 21.969         | 2    | 4          |
| 4       | 35 | Derek Warwick      | Toleman-Hart        | 76     | + 1 volta        | 13   | 3          |
| 5       | 1  | Keke Rosberg       | Williams-Honda      | 76     | + 1 volta        | 6    | 2          |
| 6       | 16 | Eddie Cheever      | Renault             | 76     | + 1 volta        | 14   | 1          |
| 7       | 4  | Danny Sullivan     | Tyrrell-Ford        | 75     | + 2 voltas       | 19   |            |
| 8       | 29 | Marc Surer         | Arrows-Ford         | 75     | + 2 voltas       | 22   |            |
| 9       | 30 | Thierry Boutsen    | Arrows-Ford         | 74     | + 3 voltas       | 20   |            |
| 10      | 25 | Jean-Pierre Jarier | Ligier-Ford         | 73     | + 4 voltas       | 21   |            |
| 11      | 8  | Niki Lauda         | McLaren-TAG/Porsche | 71     | Pane elétrica    | 12   |            |
| 12      | 17 | Kenny Acheson      | RAM-Ford            | 71     | + 6 voltas       | 24   |            |
| NC      | 12 | Nigel Mansell      | Lotus-Renault       | 68     | Não classificado | 7    |            |
| NC      | 26 | Raul Boesel        | Ligier-Ford         | 66     | Não classificado | 23   |            |
| Ret     | 3  | Michele Alboreto   | Tyrrell-Ford        | 60     | Motor            | 18   |            |
| Ret     | 27 | Patrick Tambay     | Ferrari             | 56     | Turbo            | 1    |            |
| Ret     | 36 | Bruno Giacomelli   | Toleman-Hart        | 56     | Turbo            | 16   |            |
| Ret     | 15 | Alain Prost        | Renault             | 35     | Turbo            | 5    |            |
| Ret     | 31 | Corrado Fabi       | Osella-Alfa Romeo   | 28     | Motor            | 25   |            |
| Ret     | 11 | Elio de Angelis    | Lotus-Renault       | 20     | Motor            | 11   |            |
| DSQ     | 7  | John Watson        | McLaren-TAG/Porsche | 18     | Desclassificado  | 15   | [ nota 3 ] |
| Ret     | 28 | René Arnoux        | Ferrari             | 9      | Motor            | 4    |            |
| Ret     | 23 | Mauro Baldi        | Alfa Romeo          | 5      | Motor            | 17   |            |
| Ret     | 9  | Manfred Winkelhock | ATS-BMW             | 1      | Motor            | 8    |            |
| Ret     | 2  | Jacques Laffite    | Williams-Honda      | 1      | Rodou            | 10   |            |
| Ret     | 32 | Piercarlo Ghinzani | Osella-Alfa Romeo   | 1      | Motor            | 26   |            |
| Fontes: |    |                    |                     |        |                  |      |            |

## Tabela do campeonato após a corrida
| Pos.    | Pilotos        | Pontos |
| ------- | -------------- | ------ |
| 1       | Nelson Piquet  | 59     |
| 2       | Alain Prost    | 57     |
| 3       | René Arnoux    | 49     |
| 4       | Patrick Tambay | 40     |
| 5       | Keke Rosberg   | 27     |
| Fontes: |                |        |

| Pos.    | Construtor    | Pontos |
| ------- | ------------- | ------ |
| 1       | Ferrari       | 89     |
| 2       | Renault       | 79     |
| 3       | Brabham-BMW   | 72     |
| 4       | Williams-Ford | 36     |
| 5       | McLaren-Ford  | 34     |
| Fontes: |               |        |

- Nota: Somente as primeiras cinco posições estão listadas e os campeões da temporada surgem grafados em negrito. Entre 1981 e 1990 cada piloto podia computar onze resultados válidos por temporada não havendo descartes no mundial de construtores.